# Christian Ruud
Christian Ruud (ur. 24 sierpnia 1972 w Oslo) – norweski tenisista, reprezentant w Pucharze Davisa, olimpijczyk.
Jest ojcem Caspera Ruuda, zawodowego tenisisty od 2015 roku.

## Kariera tenisowa
W gronie zawodowców rywalizował od 1991 roku do 2001 roku. W grze pojedynczej, w przeciągu kariery, zwyciężył w dwunastu turniejach rangi ATP Challenger Tour. W zawodach z cyklu ATP World Tour doszedł do jednego finału, w połowie lipca 1995 roku w Båstad. Mecz o tytuł przegrał z Fernando Meligenim.
Od maja 1989 roku do kwietnia 2000 roku Ruud reprezentował Norwegię w Pucharze Davisa, rozgrywając przez ten okres pięćdziesiąt cztery pojedynki (singel i debel), z których w trzydziestu jeden triumfował.
Trzy razy Ruud wystąpił na igrzyskach olimpijskich, w Barcelonie (1992), Atlancie (1996) i Sydney (2000). Najlepszy wynik na igrzyskach osiągnął w Atlancie, awansując do III rundy, w której przegrał z Andriejem Olchowskim. W deblu zagrał jedynie w Barcelonie i odpadł z rywalizacji razem z Bentem-Ovem Pedersenem w I rundzie.
Najwyżej w rankingu ATP singlistów zajmował 39. miejsce (9 października 1995), a w klasyfikacji deblistów 264. pozycję (16 sierpnia 1993).

### Finały w turniejach ATP World Tour
| Legenda                                      |
| -------------------------------------------- |
| Wielki Szlem                                 |
| Igrzyska olimpijskie                         |
| Tennis Masters Cup / ATP Finals              |
| ATP Masters Series / ATP Tour Masters 1000   |
| ATP International Series Gold / ATP Tour 500 |
| ATP International Series / ATP Tour 250      |

#### Gra pojedyncza (0–1)
| Końcowy wynik | Nr | Data          | Turniej | Nawierzchnia | Przeciwnik        | Wynik finału |
| ------------- | -- | ------------- | ------- | ------------ | ----------------- | ------------ |
| Finalista     | 1. | 16 lipca 1995 | Båstad  | Ceglana      | Fernando Meligeni | 4:6, 4:6     |